# Distrito de Léogâne
El distrito de Léogâne (en francés arrondissement de Léogâne; y en criollo haitiano: awondisman Leyogàn) es una división administrativa haitiana, que está situada en el departamento de Oeste.

## División territorial
Está formado por el reagrupamiento de tres comunas:
- Grand-Goâve
- Léogâne
- Petit-Goâve